# فيناكايين
الفيناكين (بالإنجليزية: Phenacaine)‏، المعروف أيضًا باسم هولوكائين (بالإنجليزية: Holocaine)‏هو مخدر موضعي عيني.